# Johann Friedrich Doles
Johann Friedrich Doles (Steinbach-Hallenberg, 23 aprile 1715 – Lipsia, 8 febbraio 1797) è stato un compositore tedesco.
Doles frequentò l'Università di Lipsia, dove fu l'allievo di Bach. Condusse il Thomanerchor nel 1756-1789; in quell'anno (1789) diresse la performance del mottetto di Bach: Singet dem Herrn ein neues Lied, che secondo alcuni fece una profonda impressione su Mozart. Doles scrisse un manoscritto sul metodo canoro di Bach.